# Eunidia quadrialbovittata
Eunidia quadrialbovittata es una especie de escarabajo longicornio del género Eunidia, categorizada en la tribu Eunidiini, de la subfamilia Lamiinae. Fue descrita por Breuning en 1961.

## Descripción
Mide 6 mm de longitud.

## Distribución
Se distribuye por Eritrea.